# Герб Ишимбайского района
Герб Ишимбайского района — официальный символ символ Ишимбайского района республики Башкортостан Российской Федерации. Герб утвержён 14 июля 2006 года, внесён в Государственный геральдический регистр Российской Федерации под № 2985.

## Описание
Официальное описание герба:
В зелёном поле с золотой вогнутой наподобие плоской двуглавой горной вершины, окаймлённой серебром главой — серебряный летящий сокол с червлёным клювом и чёрными глазами, сопровождённый внизу золотым диском, окаймлённым бегущими против хода солнца волнами, обременённым таким же чёрным диском, на коем золотая тамга башкирского рода Юрматы
Автор — Рафаэль Кадыров.

## Символика
Веками из-за поросших лесами гор всходило солнце и, закончив свою дневную работу, садилось в степной дали. Эти чудесные земли, еще в IX веке заселённые древним башкирским родом Юрматы, распростёрлись на отрогах седого Урала, возле красавицы реки Агидели, у подножия величественной горы Тратау. И природа, и история этой местности богата и самобытна. Юрматинцы разводили скот, охотились на диких зверей, ловили рыбу, занимались бортничеством, играли свадьбы, растили детей, отражали натиски булгар и татаро-монгольских ханов. На горе Торатау днём и ночью стояли караульные, наблюдая за окрестностью. При возникновении опасности зажигались сигнальные костры. Подножие горы служило местом проведения различных курултаев, сборов и праздников.
Гора Тратау для Ишимбайского района является и знаковой и значимой. Вогнутая глава герба с белой полосой является её символическим изображением. Светлый контур горы означает не только известняковую породу, из которой она состоит и в чём её уникальность, но и веру, чистоту помыслов, благородства народов, проживающих в мире и согласии.
На фоне зелёного ковыльного поля парит жёлто-белый кречет (шонкар) — символ башкирского рода Юрматы. Птица — символ свободы, а её расправленные в свободном полёте крылья говорят о процветании края, о том, что его народ трудолюбив и свободен.
Ишимбайская земля, первооткрывателъница башкирской нефти, долгие годы являлась флагманом нефтедобычи. Это обстоятельство отражено в гербе чёрным солярным кругом, золотое обрамление которого олицетворяет солнце. А солнце — это тепло и вечность бытия. Непрерывный орнамент солярного круга воплощает дружбу и солидарность народов разных национальностей, живущих на ишимбайской земле.
В середине солярного круга родовой знак (тамга) юрматинцев — олицетворение исторического прошлого, непрерывной связи времён.
А над всем этим, на вершине герба раскинулась необъятность. Её золотистый цвет олицетворяет богатство и обилие природных ресурсов, щедрость земли и души человеческой.

## История
Герб Ишимбайского района утверждён решением Совета муниципального района Республики Башкортостан от 14 июля 2006 года № 9/129. Внесён в Государственный регистр символики в Республике Башкортостан с присвоением регистрационного номера 047.